# たそがれダイアリー
「たそがれダイアリー」は、竹内まりやの40作目のシングル。2013年2月27日にMOON RECORDS/ワーナーミュージック・ジャパンより発売された。

## 概要
前作「いのちの歌」から1年1か月ぶりのシングル。表題曲はテレビ朝日系ドラマ『おトメさん』の主題歌として書き下ろされた。カップリング曲は無く、表題曲とそのカラオケバージョンのみが収録され、ワンコインシングル（500円）として発売された。
楽曲提供はドラマの脚本を担当した井上由美子の強い要望を受けて実現したもの。竹内は企画書を読んで主題歌の制作を快諾し、井上と面談して和やかで濃密な時間を過ごしたという。ドラマの内容は嫁姑問題を主題とした家族の再生がテーマとなっているが、本作ではそれを ″熟年を迎えた夫婦の再生″ とテーマを変更し、人生の″たそがれ時″に直面した女性のパートナーへの想いを綴ったものとなっている。曲はアウトロの部分で一旦演奏が止んだ後に再開し、最後にもう一度フェードアウトして曲が終わるという遊びが採り入れられている。
初回生産分には、50枚に1枚の確率でCDトレーの下部分に本人の直筆サインが入っている。当初は100枚に1枚の予定だったが、当たりが多い方がファンが楽しめるからと竹内本人の申し出があり、数を2倍に増やしたという。

## 収録曲
1. たそがれダイアリー（4:17）
作詞・作曲：竹内まりや／編曲：山下達郎
2. たそがれダイアリー〈オリジナル・カラオケ〉（4:13）